# Towarkowo
Towarkowo (ros. Товарково) – osiedle typu miejskiego w środkowej Rosji, w obwodzie kałuskim nad rzeką Szanią dopływem Ugry. Status osiedla typu miejskiego od 1964 roku. Około 14,5 tys. mieszkańców (2006).
Znajduje się tu stacja kolejowa Szania, położona na linii Wiaźma – Kaługa.